# Ширков, Николай Владимирович
Николай Владимирович Ширков (1862—1907) — председатель Льговской уездной земской управы, депутат Государственной думы I созыва от Курской губернии.

## Биография
Родился в Дрездене 13 августа 1862 года; происходил из дворян Курской губернии.
Окончил Московское казённое реальное училище. Учился в Горном институте Санкт-Петербурга и Петровской сельскохозяйственной академии в Москве. Занимался сельским хозяйством. В 1892 году был избран председателем Льговской уездной земской управы, однако его кандидатура не была утверждена; вновь избран на этот пост в 1895 году и оставался на нём вплоть до 1906 года; 10 лет был губернским земским гласныв; почётный мировой судья.
На основании решения курского губернского земского собрания 21 февраля 1904 года он был избран (вместе с В. Ф. Доррером, Д. Л. Овсянико-Куликовским, Н. Н. Шпановым, В. Е. Якушкиным, Л. Д. Моисеевым) в особую комиссию гласных губернского собрания для устройства врачебной помощи больным и раненым на русско-японской войне. Комиссия вошла в общеземскую организацию помощи раненым.
Организатор крестьянского союза Льговского уезда. Перед самыми выборами в Думу за работу в крестьянстве без всякого суда по воле администрации был арестован. И в это время, 26 марта 1906 года был избран в Государственную Думу от общего состава выборщиков Курского губернского избирательного собрания.  Освобождён из Бутырской тюрьмы в Москве после вмешательства председателя Совета Министров С. Ю. Витте. Входил в Конституционно-демократическую фракцию думы, был членом комиссии по исполнению государственной росписи доходов и расходов.
10 июля 1906 года в Выборге подписал «Выборгское воззвание». В 1907 году был исключён из состава дворянского собрания. В небольшой посмертной заметке о Ширкове сказано: «Выбитый из колеи своих общественных интересов, видя крушение своих идеалов, он часто в последнее время грустил». Летом 1907 года скончалась его любимая 15-летняя дочь. Через несколько дней 28 августа 1907 года он покончил с собой.